# 拳

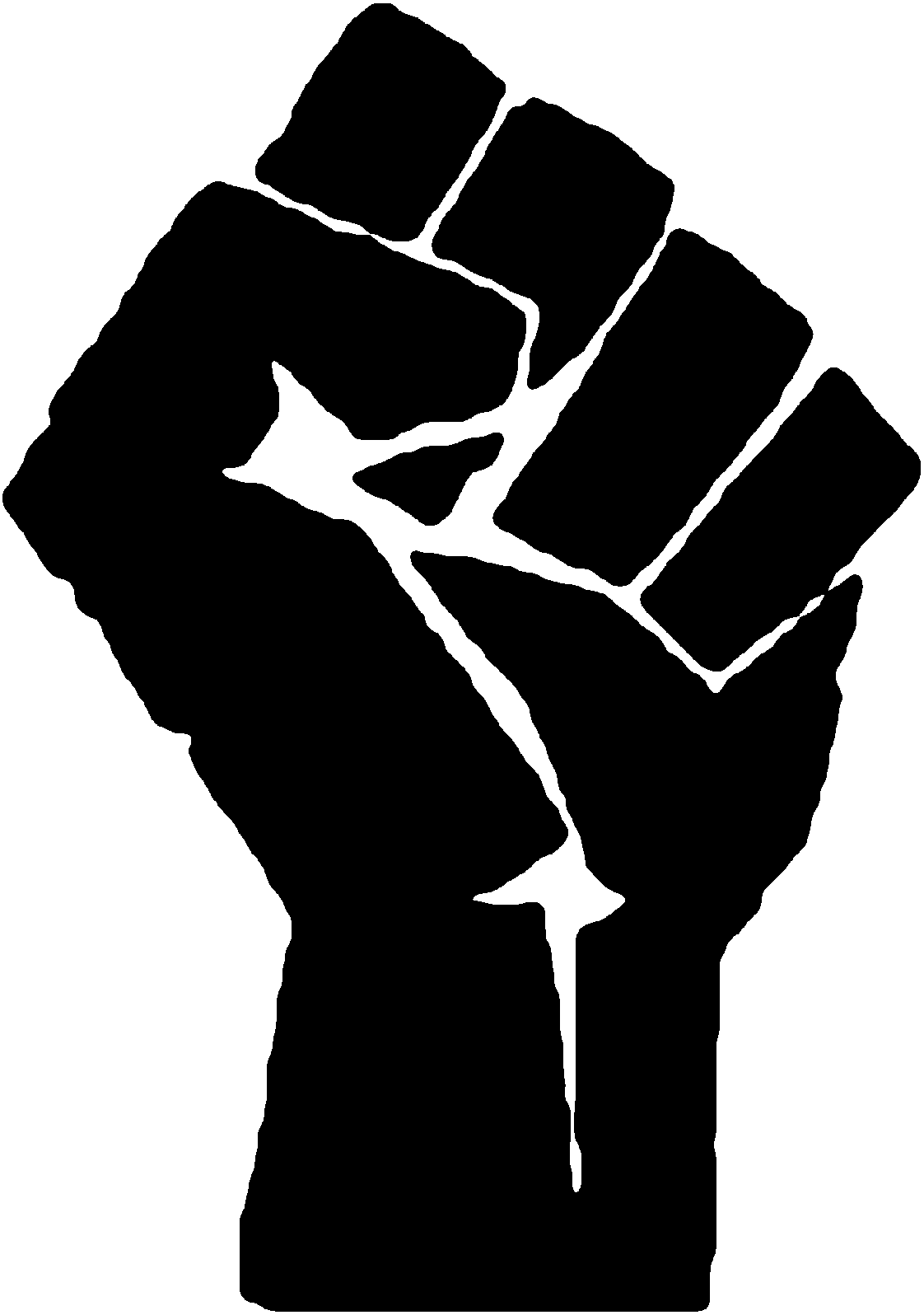
拳をモチーフにしたデザイン

第17SS装甲擲弾兵師団の師団マーク。ゲッツ・フォン・ベルリヒンゲンの義手を象っている。

様々な角度から見た拳

拳（こぶし）とは、5本の指を折り曲げ、握った状態の手のことである。握り拳（にぎりこぶし）、拳骨（げんこつ）も同義。
拳は最も原始的な闘争手段、武器の一つであり、多くの武術、格闘技に拳をつかった技法が存在する。
また、固く握られた拳は抵抗の意志を示し、突き上げた拳は主として革命主義者による抵抗の象徴としても用いられる。

## 握ること
拳の握り方には、先に親指以外の4指を折り曲げ、親指を添えるようにして握り込む方法と、逆に、親指を内側にして4指を握り込む方法とがある。
いずれにせよ、五指を握り根で一つの塊にしたものを拳と言い、殴打のためにこれが使われる。格闘などの際にこうする理由としては、二つの面がある。
- ポジティブには手の先端を堅い塊とする事である。もっとも自在に使えて、かつ前によく伸びる部分である手の先端に堅い塊を作る事で、これを対象にぶつける事で、大きな攻撃力を得る事が出来る。
- ネガティブには細くて関節が多く、かつ繊細である指を守る事である。指の一本ないし数本を掴まれるとそれだけで 抵抗力の多くを失い、また傷つけられると大きな痛手となる。そうでなくても指がどこかに引っかかるだけで大きな傷を負う可能性があり、それを折り込んでまとめるのは弱点を隠すという意味がある。

## 拳技
握り拳による殴打（パンチ）は単なる暴力手段から格闘の為の技術として洋の東西を問わず用いられてきた。長い歴史の中でそれらは様々な速度、範囲を持つに至っている。
それらの拳技によって最大限の効果を得るためにパンチは基本的に全身運動を用いて――即ち、足を踏み込み、身体を捻転させ、腕を伸長させる事によって放たれる。
一方でパンチは自身の拳を傷めてしまう事もあるため、伝統派空手など一部の拳術・格闘技では拳を強化する訓練に取り組んでおり、ボクシングなどの格闘技では拳を保護するためにバンデージやボクシンググローブの着用を行う。

### 種類
- 正拳 - 先ず四指を握り込み、人差し指と中指の末節骨あたりに親指を添えて握り込み拳を作る。
  - 裏拳 - 正拳と同様だが拳の手の甲側、主に人差し指と中指の基節骨の辺りを使用する。
  - 一本拳 - 人差し指の中節骨を高く突き立てるようにして親指を添えて握り込み、急所を殴打する。
  - 中高一本拳（別名：竜頭拳） - 人差し指の代わりに中指を立てる一本拳。
- 拳槌、鉄槌 - 拳の小指側。両手指を交互に組み合わせるようにして拳を作ることもある。槌のように振り回したり振り下ろすようにして相手を打撃する。

### 鍛え方など
拳は硬くまとめることの出来る部位ではあるが、弱点は多い。指関節、手首関節など関わる関節が多いのは、これを打撃に用いた場合、一方ではクッションとして働くことで打撃力を弱め、他方でそこに衝撃を受けることで怪我を負う危険がある。また、その部分の皮膚は骨より弱いので裂けるなどの怪我を負いやすい。そのため、この部位を用いる武術では鍛えることでこれを避け、あるいは防具で保護する。

## シンボルとしての拳
拳はしばしば左翼運動や抗議運動などのシンボルとして使用される。1960年代のアメリカ合衆国では人種差別に抗議するアフリカ系アメリカ人が拳を掲げて抗議を表すブラックパワー・サリュート運動が起こった。

## 神話における拳
「ポリュデウケース」
（ラテン語名ポルックス）はギリシャ神話における双子の内の弟。双子の内の兄はカストール。 ポリュデウケースは、（ヘーラクレースを除いて）古代ギリシャの最強の拳闘の名手だった。ポリュデウケースは、自分の手首を切り落とし、ヘーパイストスに、鉄の拳を付けさせた。ポリュデウケースとカストールはふたご座となった。
「ケファ」（khefa）
ヒエログリフの「手」（ケファ）は何かを取るとか持つとかに関連した意味を表すだけでなく、「行為」という概念を表し、「創造」や「創造力」の象徴であった。エジプト神話では、原初の神「アトゥム」は、握りしめた自らの手と性交して（オナニー）、最初の神々を誕生させた。アトゥムの手は、彼の中に備わっていた女性としての特質を象徴していた。エジプト新王国時代には、「神の手」という称号が、アメンの妻、つまり、世継ぎを産む王妃または王女に与えられていた。